# 傑梅爾德日河
傑梅爾德日河（俄语：Демерджи），是俄羅斯或烏克蘭的河流，位於克里米亞半島，流經阿盧什塔，該河流最終注入黑海，河道全長14公里，流域面積56平方公里。